# Frankopani
Frankopani také Frankapani nebo Frangepáni byl rod chorvatských knížat, pocházející z ostrova Krk a vládnoucí od poloviny 12. do 17. století v severní Dalmácii. Z jeho řad pocházelo několik chorvatských bánů.

## Historie
Jako zakladatel rodu se uvádí Dujam I., pocházející z ostrova Krk. Jeho potomci ovládali kromě svého ostrova pobřeží Dalmácie a někteří dosáhli i titulu bána (místokrále) Chorvatska podřízeného v 15. století Benátkám.
Dne 1. ledna 1527 podepsali takzvanou Cetinskou smlouvu, podle níž přijali za chorvatského krále Ferdinanda I. Habsburského. Za Frankopany dokument podepsali Juraj III. Frankopan ze Slunje († 1553), majitel Cetinského hradu a Vuk I. Frankopan Tržacký/Brinjský († 1546). Dále byli v rámci habsburské monarchie podřízeni Uherskému království, až do vymření rodu po meči Nikolou X. v roce 1659 a po přeslici Katarínou Zrinskou v roce 1673.

## Významní členové rodu

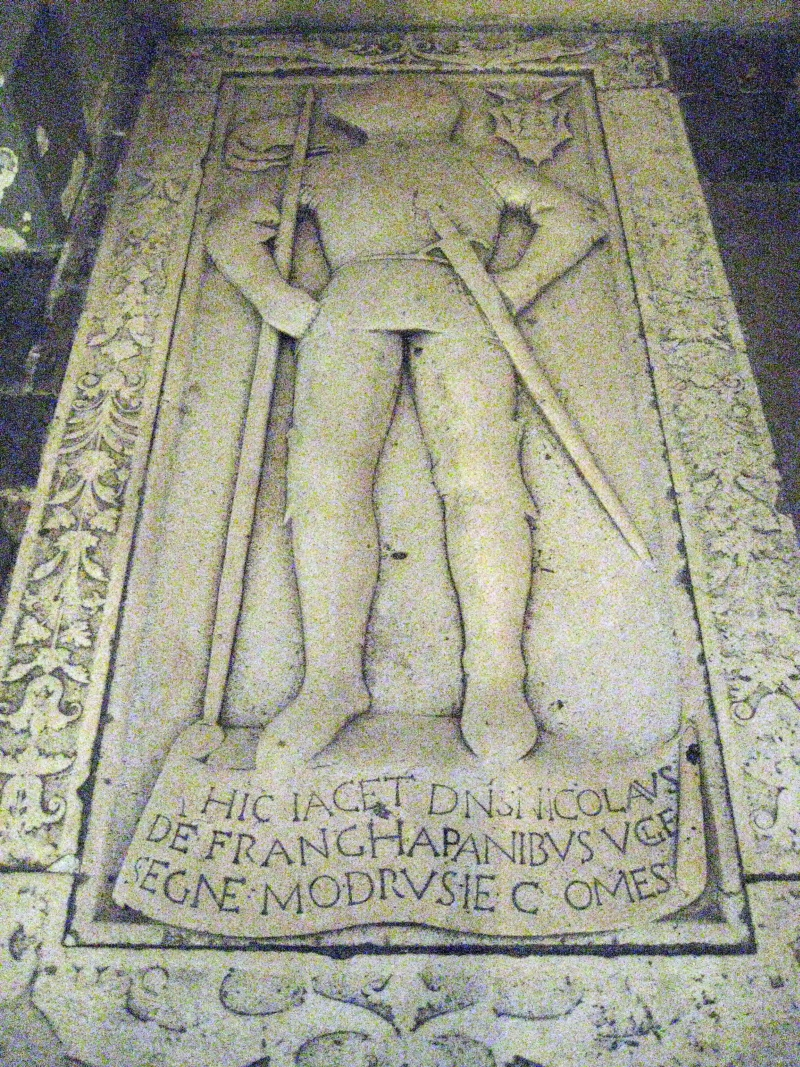
Náhrobek krčského knížete Nikoly VI. Frankopana (okolo 1458–1523), vnuka chorvatského bána Nikoly IV. Frankopana, v kostele Panny Marie Trsatské v Rijece.

- Dujam I. kníže krkský (1113–1163) zakladatel rodu
- Bartolomeo VIII. též Bartol VIII. se připomíná od roku 1327 (†1361). Roku 1336 osvobodil moravského markraběte a pozdějšího českého krále Karla ze zajetí benátských pirátů[1], a tak navázal diplomatické styky, jejichž výsledkem bylo povolání chorvatských mnichů glagolášů k založení Emauzského kláštera v Praze, jediného kláštera slovanské liturgie ve Svaté říši.
- Ivan V. zvaný Anž Krkský (před 1343–1393), v letech 1391–1393 bán Chorvatska
- Jan VII. Frankopan (1424–1486), v letech 1451–1480 byl knížetem polonezávislého sjednoceného Krkského knížectví
- Nikola IV. Frankopan († 1432), v letech 1426 – 1432 bán Chorvatska
- Štěpán III. Frankopan Modrušský (asi 1416 – 1481/84), v letech 1432–1437 bán Chorvatska
- Beatrix Frankopanová (1480 – asi 1510), dědička hradu Hunyadyů a manželka Jánoše Korvína
- Gergely II. Frankopan, v letech 1503–1520 arcibiskup kaločský
- Krsto (Kryštof) I. Ozaljský (1482 – 1527), bán Chorvatska
- Jan I. Frankopan, O.F.M., v letech 1530–1543 arcibiskup kaločský
- Franjo (František) I. Slunjský (1536 – 1572), bán Chorvatska v letech 1567–1572
- Nikola IX. Tržačký (*? – 1647), bán Chorvatska v letech 1617–1622
- Anna Kateřina (asi 1625 – 1673), dcera Vuka Krsta Frankopana, manželka chorvatského bána Petera Zrinského; napsala modlitební knížku Putni tovaruš (1661)
- Fran Krsto, syn Vuka II. Krsta, († 1671 ve Vídeňském Novém Městě), poslední mužský potomek rodu, básník[2], popraven za účast na protihabsburském povstání

## Příbuzenstvo
Spojili se se Zrinskými a s Hunyadyi.